# Янкуль (приток Калауса)
Янкуль, в верховье балка Колонская, — река в России, протекает по территории Андроповского района Ставропольского края. Устье реки находится в 406 км от устья реки Калаус по левому берегу. Длина реки — 40 км, площадь водосборного бассейна — 292 км². На реке расположено одноимённое село Янкуль.

## Данные водного реестра
По данным государственного водного реестра России относится к Донскому бассейновому округу, водохозяйственный участок реки — Калаус, речной подбассейн реки — бассейн притоков Дона ниже впадения Северского Донца. Речной бассейн реки — Дон (российская часть бассейна).